# Стефен Кларсков
Стефен Кларсков Нилсен (дан. Steffen Klarskov Nielsen; Редовре, 12. март 1991) професионални је дански хокејаш на леду који игра на позицијама центра и крилног нападача.
Члан је хокејашке репрезентације Данске за коју је на међународној сцени дебитовао на светском првенству 2017. године. 